# آرت لاسکی
آرتور لاکوفسکی (به انگلیسی: Arthur Lakofsky) (۱۶ نوامبر ۱۹۰۹–۲ آوریل ۱۹۸۰)، مشهور به آرت لاسکی (به انگلیسی: Art Lasky)، بوکسور حرفه‌ای سنگین‌وزن اهل ایالات متحده آمریکا بود.